# Laurence Stoddard
Laurence Ralph "Chick" Stoddard (ur. 22 grudnia 1903 w Nowym Jorku, zm. 26 stycznia 1997 w Bridgeport) – amerykański wioślarz, złoty medalista olimpijski.
Wystąpił na igrzyskach olimpijskich w Paryżu w 1924, gdzie reprezentanci Stanów Zjednoczonych w składzie: Leonard Carpenter, Howard Kingsbury, Alfred Lindley, John Miller, James Rockefeller, Frederick Sheffield, Benjamin Spock, Alfred Wilson i Laurence Stoddard (sternik) zdobyli złoty medal w ósemkach. W finale o ponad 15 sekund wyprzedzili drugich na mecie Kanadyjczyków. Był to jego jedyny start olimpijski.
Kształcił się na Uniwersytecie Yale. Po zakończeniu kariery sportowej pracował w West India Steamship Company.